# Henry Grew
Henry S. Grew (ur. 1781 w Birmingham, Anglia; zm. 8 sierpnia 1862 w Filadelfii, Stany Zjednoczone) – chrześcijański nauczyciel i pisarz, który w swoich pismach odnosząc się do Biblii przedstawiał poglądy sprzeczne z wieloma naukami przyjętymi w głównych Kościołach chrześcijańskich jego czasów. Odrzucił między innymi Trójcę, nieśmiertelność duszy oraz piekło rozumiane jako miejsce wiecznej męki.
Do Stanów Zjednoczonych wyjechał wraz z rodziną w wieku 13 lat. Wszyscy należeli do Kościoła kongregacyjnego. Choć jego ojciec był kupcem i chciał by syn przejął po nim interes, to jednak zezwolił mu zostać duchownym. W trakcie kształcenia na duchownego zdał sobie sprawę, że Pismo Święte uczy o chrzcie odbywającym się przez zanurzenie. Z tego względu przystąpił do Kościoła baptystów. Wkrótce potem zdobył uprawnienia duchownego i został pastorem Pierwszego Kościoła Baptystów w Hartford, w stanie w Connecticut.
Swoją gorliwością ożywił swój kościół, co przyczyniało się do napływu do niego wielu osób. Równocześnie rozważając problem natury i przeznaczenia człowieka doszedł do wniosku, że piekłem przedstawionym w Biblii jest grób a nie jest to miejsce więcznej męki. W Pierwszym Kościele Baptystów w Hartford pastorem był przez czternaście lat. Kiedy jednak Grew zaczął głosić poglądy przez baptystów uznawane za herezję kościół ten został rozwiązany. Część wiernych, którzy sympatyzowali z jego poglądami poszła za nim.
Pomimo niskich przychodów połowę swoich zarobków oddawał na cele charytatywne. Były one wykorzystywane zarówno na działalność misjonarską jak też na rzecz ubogich. Kazania, które wygłaszał często były skierowane przeciw niewolnictwu. Grew był również przekonany o tym, że doktryny o duszy nieśmiertelnej, ogniu piekielnym oraz Trójcy są niebiblijne, napisał kilka książek, w których się im sprzeciwiał.

„W mych poszukiwaniach prawdy, kilka lat temu, moja wiara w powszechną doktrynę Trójcy została zachwiana. Byłem pod głębokim wrażeniem znaczenia i wagi na ile dane było mi poznać „jedynego prawdziwego Boga” i Jezusa Chrystusa którego posłał; pokornie usiłowałem zatem „badać Pisma”, prosząc Jezusa o kierownictwo jego Świętego Ducha którego obiecał swym uczniom, mówiąc, że wprowadzi ich we wszelką prawdę.” – Henry Grew „The Examination of the Son of God” (Nauka o Synu Bożym)

W 1824 roku na szerszą skalę rozpoczął pisanie większej ilości ulotek uzasadniających jego punkt widzenia. Swoimi poglądami wywarł wpływ na ruch adwentystów oraz na takie osoby jak George Stetson czy George Storrs a pośrednio również na Charlesa Taze Russella.